# La Serna (Kasztília és León)
La Serna egy község Spanyolországban, Palencia tartományban. La Serna Villamoronta, Renedo de la Vega, Quintanilla de Onsoña, Loma de Ucieza, Nogal de las Huertas és Villaturde községekkel határos. Lakosainak száma 93 fő (2024).

## Népesség
A település népessége az elmúlt években az alábbi módon változott:
| Lakosok száma | 125  | 116  | 119  | 119  | 113  | 105  | 97   | 96   | 89   | 93   |
|               | 2001 | 2004 | 2007 | 2009 | 2012 | 2014 | 2017 | 2019 | 2022 | 2024 |